# Campo de Orote
El Campo de Orote (en inglés: Orote Field) es una antigua base aérea en el territorio de Guam, una dependencia de Estados Unidos en Oceanía. Fue construido por el Cuerpo de Marines de Estados Unidos y la Marina de los Estados Unidos (1921-1931). Fue capturado por la Armada Imperial Japonesa en el inicio de la Segunda Guerra Mundial y permaneció bajo control japonés hasta finales de julio de 1944, cuando fue recuperado de vuelta por la Infantería de Marina. El campo de aviación en sí, construido en la península de Orote, fue uno de los muchos en Guam, y se cerró definitivamente en 1946, pero aún se ve algún uso como pista de entrenamiento utilizado por los equipos de Hércules C-130 en las inmediaciones de la Base de la Fuerza Aérea Andersen. El antiguo aeródromo fue utilizado como parte de varios ejercicios militares.